# André Beauneveu
André Beauneveu (* kolem 1335, Valenciennes, Francie – kolem 1400, Bourges) byl franko-vlámský sochař a malíř, řazený k umělcům předcházejícím Severské renesanci.

## Život
Údaje o životě umělce jsou velmi útržkovité a jeho působení lze doložit pouze ze záznamů jeho patronů. V roce 1359 zaměstnávala vévodkyně Yolande de Bar "Mistra malíře André" při výzdobě kaple na hradě v Nieppe (později zničen). Kolem roku 1364 byl členem pařížské umělecké dílny, která pracovala pro francouzského krále Karla V. Andre Beauneveu je zmiňován jako uznávaný sochař. Pro období 1367–1372 lze z poznámek jeho současníka, historika Jean Froissarta usuzovat, že možná spolu s Jeanem de Liége působil ve službách anglické královny Filipy z Hainault. Od roku 1372 pracoval pro objednavatele v Nizozemí.
Roku 1386 odešel do Bourges a stal se vrchním správcem ("superintendentem") pro malbu a sochařství na dvoře bratra francouzského krále, vévody Jana z Berry. Podílel se na výzdobě jeho zámků v Bourges a v Mehun-sur-Yèvre. Předpokládá se, že zemřel někdy kolem roku 1400.

## Dílo

### Iluminace

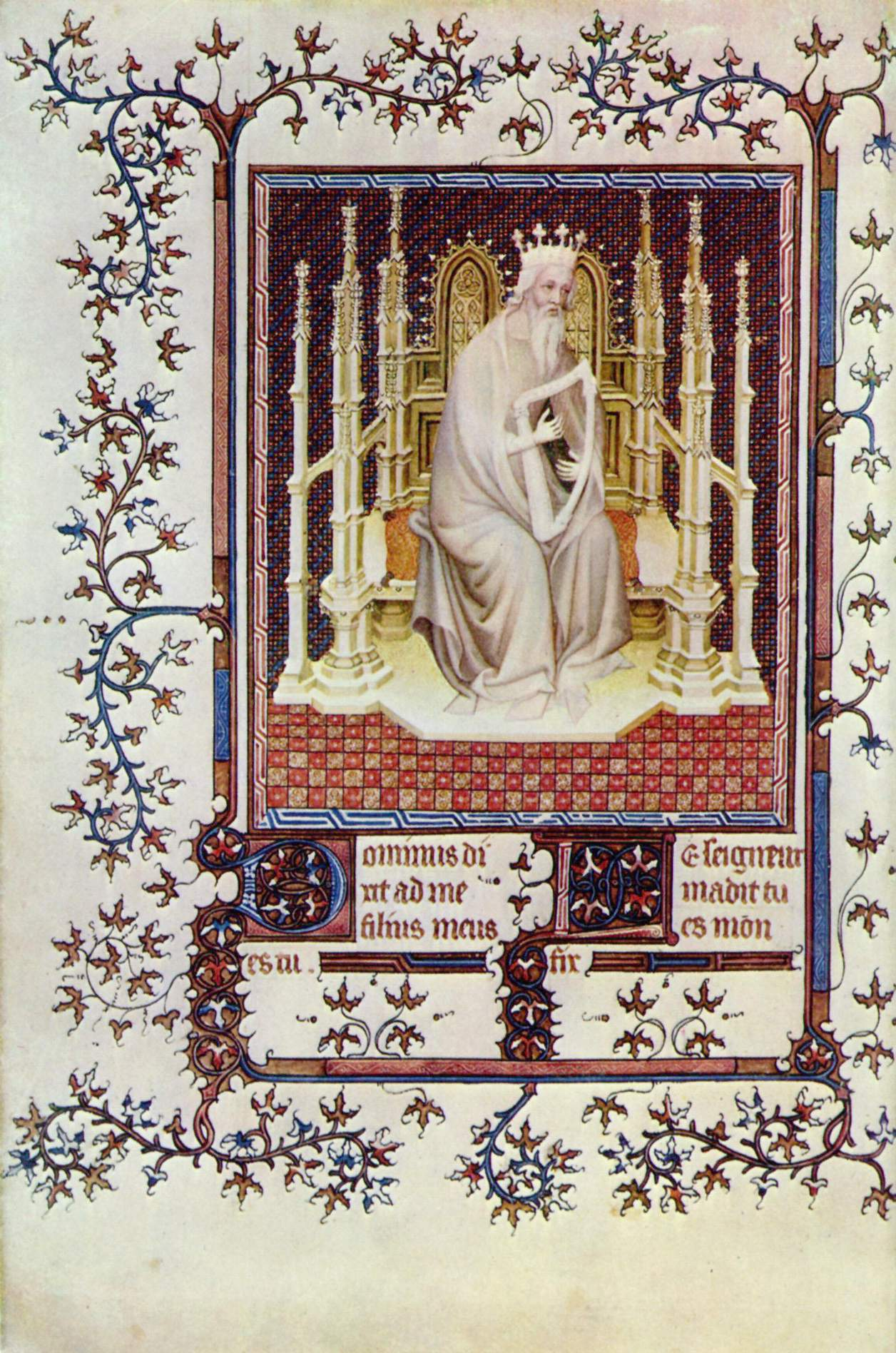
André Beauneveu, Král David, Žaltář Jana z Berry

André Beauneveu je autorem celostránkových iluminací, které zobrazují 24 proroků a apoštolů v Žaltáři Jana z Berry (autor zmíněn v inventáři z roku 1402). Vyobrazení technikou grisaille jsou řazena jako diptych vždy na sousedních stranách knihy a vyznačují se zejména propracovanou architekturou trůnů, kde umělec užívá perspektivní zkratku. Styl miniatur je odvozen z iluminací Jeana Pucelle, jehož nejslavnější dílo, Hodinky Jeanne d'Evreux, vlastnil v té době vévoda Jan z Berry.

### Sochy

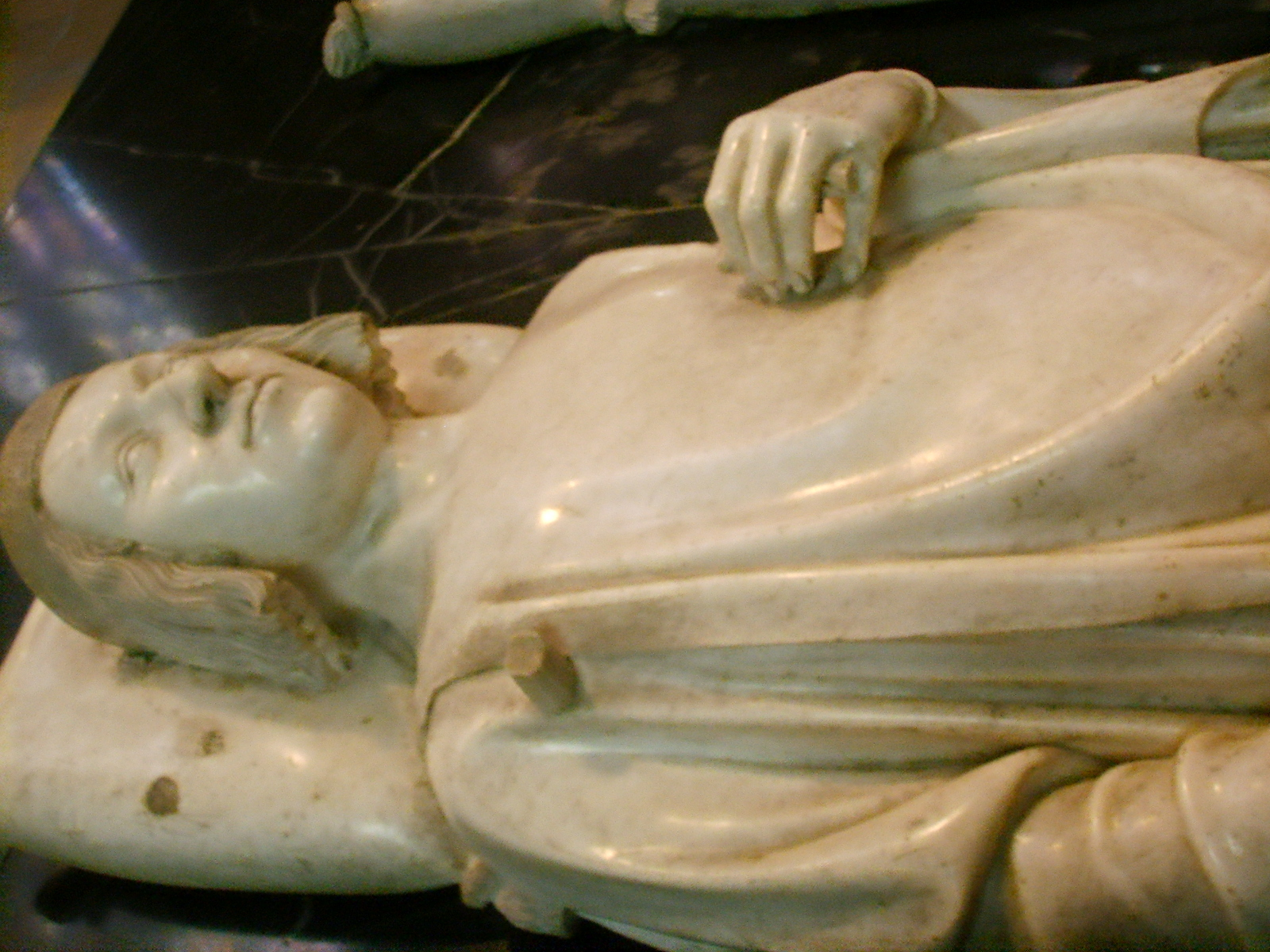
Saint Denis, Karel V.

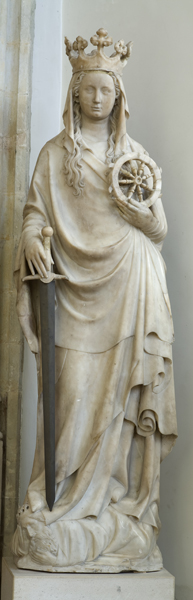
Sv. Kateřina, Kortrijk Onze-Lieve-Vrouwekerk

Roku 1365 pověřil Andrého Beauneveu král Karel V., aby vytvořil tři portrétní ležící mramorové sochy jeho předků, Philipa VI., Johanny Burgundské, a jeho samého pro pohřebiště francouzských králů v bazilice St. Denis. Hrobka Johanny Burgundské byla zničena roku 1793. Ostatní dvě a socha, kde je zachycena živá podoba Karla V., se zachovaly. Umělec dostal honorář 4 700 zlatých franků.
V letech 1374-1377 pracoval Beauneveu na sochách pro hrobku, kterou objednal hrabě Ludvík II. Flanderský. Hrobka nebyla dokončena, ale zachovala se z ní alabastrová socha sv. Kateřiny, která tvořila součást podstavce a nachází se nyní v kostele Onze Lieve Vrouwkerk v Kortrijk.
Pro vévodu Jana z Berry vytvořil Beauneveu sochy pro vévodskou kapli v Bourges a sochy dvanácti apoštolů pro zámek Mehun-sur-Yèvre. Z nich se zachovala pouze hlava apoštola s plnovousem, která je nyní v muzeu Louvre. Sochy, které Beauneveu vytvořil, byly velmi ceněny. Bratr Jeana z Berry, vévoda Filip Smělý (Philippe le Hardi), vyslal roku 1393 své vlastní dvorní umělce Clause Slutera a Jeana de Beaumetz, aby se s těmito díly seznámili. Další menší sochy z dílny, kterou Beauneveu řídil, se nacházejí v soukromých sbírkách a muzeích.

### Obrazy
V 70. letech, kdy Beauneveu pracoval na sochách pro hraběte Ludvíka II. Flanderského, dodával také obrazy pro Aldermanovu síň v rodném Valenciennes a další obrazy pro městské rady v Ypres a Mechelen. Žádný z těchto obrazů se nezachoval a během francouzské revoluce byla zničena také většina malovaných oken, které Beauneveu vytvořil pro kapli Jana z Berry v Bourges, která byla navržena podle Sainte Chapelle v Paříži. Zbylá okna jsou nyní vystavena v kryptě katedrály v Bourges.